# Mimosa andreana
Mimosa andreana är en ärtväxtart som beskrevs av Nathaniel Lord Britton och Ellsworth Paine Killip. Mimosa andreana ingår i släktet mimosor, och familjen ärtväxter. Inga underarter finns listade i Catalogue of Life.